# Het verraad (Krondor)
Het verraad is het eerste boek van de fantasyserie De Krondor-trilogie. In deze trilogie beschrijft Raymond Feist de gebeurtenissen in de periode tussen de boeken Duisternis over Sethanon en Prins van den Bloede.

## Samenvatting van het boek
Negen jaar na de gebeurtenissen bij Sethanon brengt de zwarte elf Gorath het koninkrijk op de hoogte van een nieuw gevaar. Op een missie in het noorden van Midkemia ontdekt jonker Joolstein, vergezeld door de jonge magiër Owyn, dat de moredhel op het punt staan Krondor aan te vallen.
Naast deze problemen heeft Prins Arutha het vermoeden dat de Nachtraven weer actief zijn in Krondor, en het wordt duidelijk dat een groep magiërs het heeft gemunt op de Levenssteen. Om de groep magiërs tegen te gaan moet Puc al zijn krachten aanwenden.